# 蘇越 (工匠)
苏越（?—?），东汉末年、三国时曹魏工匠。
曹操派苏越伐美梨树，掘开，树根伤尽出血。苏越告诉曹操，曹操亲自去看非常厌恶，以为不祥，回去之后就得病了，不久就死了。
小說《三国演义》具体描写这个情节，曹操对贾诩说：“吾欲起一殿，名建始殿，恨无良工。”贾诩说：“洛阳良工有苏越，最有巧思。”曹操苏越召入见，令他画图像。苏越画成九间大殿，前后廊庑楼阁，呈给曹操。曹操看到后：“你画的很合孤意，但恐无栋梁之材。”苏越回答：“此去离城三十里，有一潭，名跃龙潭；前有一祠，名跃龙祠。祠傍有一株大梨树，高十余丈，堪作建始殿之梁。”曹操去看时拔佩剑，亲自砍树，铮然有声，血溅满身。